# AFC女子アジアカップ2006
AFC女子アジアカップ2006（英: AFC Women's Asian Cup, Australia 2006）は、2006年7月16日から7月30日にかけて、オーストラリアで開催された第15回目のAFC女子アジアカップである。今大会より、名称がAFC女子選手権（英: AFC Women's Championship）から改められた。

## 概要
この大会から予備予選としてランキング下位12か国による「AFC女子選手権（アジアカップ）予選大会」（2005年6月12日-20日）をベトナムで実施し、その成績によりベトナム、チャイニーズタイペイ、ミャンマー、タイが本大会に進出しシード国と対戦することとなった。
本大会は当初、中国、日本、韓国、北朝鮮のシード国を含めた8か国と、2006年5月に日本で対戦する予定で進められたが、2006年にオセアニアサッカー連盟(OFC)から転籍したオーストラリアも参加することになったため、7月にオーストラリアで9か国による開催となった。
この大会は2007 FIFA女子ワールドカップのアジア予選（出場枠2.5＋開催国）を兼ねるものとされた。なお、決勝トーナメントには開催国の中国も進出したため、準優勝のオーストラリアと3位決定戦で勝利した北朝鮮が本戦出場権を獲得し、4位となった日本が北中米カリブ海予選3位のチームとの大陸間プレーオフに回ることになった。

## 本大会

### 出場国
| 出場国               | 予選             |
| -------------------- | ---------------- |
| オーストラリア       | 開催国のため免除 |
| 日本                 | シードのため免除 |
| 中華人民共和国       | シードのため免除 |
| 韓国                 | シードのため免除 |
| 北朝鮮               | シードのため免除 |
| ベトナム             | 予選突破         |
| チャイニーズタイペイ | 予選突破         |
| ミャンマー           | 予選突破         |
| タイ                 | 予選突破         |

### トラブル
準決勝の中国対北朝鮮戦では、試合終了直前のオフサイドの判定を受けた北朝鮮の選手数名が暴行をはたらき、主審を突き飛ばしてGKは退場処分となったのみならず、試合終了後に警備員に守られながら会場を去る審判団に蹴りかかろうとした。また別の選手はペットボトルを投げつけ、その一部は中国チームのサポーター席にも飛び込んだため、観客席をも巻き込む非常に大きな騒ぎとなった。女子サッカーでここまで暴力的な反応は非常にめずらしいが、北朝鮮では男子代表チームでも前年に同じような騒動を起こしたこともあり、大きなニュースとなった。その後の調査により3位決定戦にはGKの1名とDFの2名が出場停止となる処分が下された（その後GKは1年間の国際試合出場停止となった）。

### グループリーグ

#### グループ A
| 順 | チーム               | 試 | 勝 | 分 | 敗 | 得 | 失 | 差  | 点 |
| -- | -------------------- | -- | -- | -- | -- | -- | -- | --- | -- |
| 1  | 日本                 | 3  | 3  | 0  | 0  | 17 | 1  | +16 | 9  |
| 2  | 中華人民共和国       | 3  | 2  | 0  | 1  | 4  | 1  | +3  | 6  |
| 3  | ベトナム             | 3  | 1  | 0  | 2  | 1  | 7  | −6  | 3  |
| 4  | チャイニーズタイペイ | 3  | 0  | 0  | 3  | 1  | 14 | −13 | 0  |

| 2006年7月19日 12:00 |

| 中華人民共和国 | 2 - 0 | チャイニーズタイペイ |
|                |       |                      |

| ハインドマーシュ・スタジアム（アデレード） 観客数: 500人 |

| 2006年7月19日 14:30 |

| 日本 | 5 - 0 | ベトナム |
|      |       |          |

| ハインドマーシュ・スタジアム（アデレード） 観客数: 500人 |

| 2006年7月21日 16:30 |

| 日本 | 11 - 1 | チャイニーズタイペイ |
|      |        |                      |

| ハインドマーシュ・スタジアム（アデレード） 観客数: 200人 |

| 2006年7月21日 19:00 |

| ベトナム | 0 - 2 | 中華人民共和国 |
|          |       |                |

| ハインドマーシュ・スタジアム（アデレード） 観客数: 300人 |

| 2006年7月23日 14:30 |

| 中華人民共和国 | 0 - 1 | 日本 |
|                |       |      |

| ハインドマーシュ・スタジアム（アデレード） 観客数: 5,000人 |

| 2006年7月23日 14:30 |

| チャイニーズタイペイ | 0 - 1 | ベトナム |
|                      |       |          |

| マーデン・スタジアム（アデレード） 観客数: 200人 |

#### グループ B
| 順 | チーム         | 試 | 勝 | 分 | 敗 | 得 | 失 | 差  | 点 |
| -- | -------------- | -- | -- | -- | -- | -- | -- | --- | -- |
| 1  | 北朝鮮         | 4  | 3  | 1  | 0  | 13 | 0  | +13 | 10 |
| 2  | オーストラリア | 4  | 3  | 1  | 0  | 11 | 0  | +11 | 10 |
| 3  | 韓国           | 4  | 2  | 0  | 2  | 14 | 6  | +8  | 6  |
| 4  | タイ           | 4  | 1  | 0  | 3  | 2  | 26 | −24 | 3  |
| 5  | ミャンマー     | 4  | 0  | 0  | 4  | 2  | 10 | −8  | 0  |

| 2006年7月16日 12:00 |

| ミャンマー | 1 - 2 | タイ |
|            |       |      |

| ハインドマーシュ・スタジアム（アデレード） 観客数: 200人 |

| 2006年7月16日 14:30 |

| オーストラリア | 4 - 0 | 韓国 |
|                |       |      |

| ハインドマーシュ・スタジアム（アデレード） 観客数: 3,000人 |

| 2006年7月18日 12:00 |

| タイ | 0 - 9 | 北朝鮮 |
|      |       |        |

| ハインドマーシュ・スタジアム（アデレード） 観客数: 200人 |

| 2006年7月18日 14:30 |

| ミャンマー | 0 - 2 | オーストラリア |
|            |       |                |

| ハインドマーシュ・スタジアム（アデレード） 観客数: 2,000人 |

| 2006年7月20日 12:00 |

| 北朝鮮 | 3 - 0 | ミャンマー |
|        |       |            |

| ハインドマーシュ・スタジアム（アデレード） 観客数: 150人 |

| 2006年7月20日 14:30 |

| 韓国 | 11 - 0 | タイ |
|      |        |      |

| ハインドマーシュ・スタジアム（アデレード） 観客数: 200人 |

| 2006年7月22日 16:30 |

| 韓国 | 3 - 1 | ミャンマー |
|      |       |            |

| ハインドマーシュ・スタジアム（アデレード） 観客数: 500人 |

| 2006年7月22日 19:00 |

| オーストラリア | 0 - 0 | 北朝鮮 |
|                |       |        |

| ハインドマーシュ・スタジアム（アデレード） 観客数: 4,000人 |

| 2006年7月24日 14:30 |

| タイ | 0 - 5 | オーストラリア |
|      |       |                |

| マーデン・スタジアム（アデレード） 観客数: 400人 |

| 2006年7月24日 14:30 |

| 北朝鮮 | 1 - 0 | 韓国 |
|        |       |      |

| ハインドマーシュ・スタジアム（アデレード） 観客数: 300人 |

### 決勝トーナメント
|  | 準決勝         | 準決勝              |           |           | 決勝 | 決勝 |
|  |                |                     |           |           |      |      |
|  | 7月27日 -      |                     |           |           |      |      |
|  | 日本           | 0                   |           |           |      |      |
|  | オーストラリア | 2                   |           |           |      |      |
|  |                |                     | 7月30日 - |           |      |      |
|  | オーストラリア | 2 (2)               |           |           |      |      |
|  |                | 中華人民共和国 (PK) | 2 (4)     |           |      |      |
|  |                |                     |           |           |      |      |
|  | 3位決定戦      |                     |           |           |      |      |
|  | 7月27日 -      | 7月27日 -           | 7月30日 - | 7月30日 - |      |      |
|  | 北朝鮮         | 0                   | 日本      | 2         |      |      |
|  | 中華人民共和国 | 1                   |           | 北朝鮮    | 3    |      |

#### 準決勝
| 2006年7月27日 16:30 |

| 日本 | 0 - 2 | オーストラリア |
|      |       |                |

| ハインドマーシュ・スタジアム（アデレード） 観客数: 4,000人 |

| 2006年7月27日 19:30 |

| 北朝鮮 | 0 - 1 | 中華人民共和国 |
|        |       |                |

| ハインドマーシュ・スタジアム（アデレード） 観客数: 1,000人 |

#### 3位決定戦
| 2006年7月30日 12:30 |

| 日本 | 2 - 3 | 北朝鮮 |
|      |       |        |

| ハインドマーシュ・スタジアム（アデレード） 観客数: 1,200人 |

#### 決勝
| 2006年7月30日 15:30 |

| オーストラリア | 2 - 2 (延長) | 中華人民共和国 |
|                |              |                |
|                | PK戦         |                |
|                | 2 - 4        |                |

| ハインドマーシュ・スタジアム（アデレード） 観客数: 5,000人 |

## 優勝国
| 2006 AFC女子アジアカップ優勝国    |
| --------------------------------- |
| · 中華人民共和国 · 3大会ぶり8回目 |

## 表彰
| 大会最優秀選手 | 大会得点王        | フェアプレー賞 |
| -------------- | ----------------- | -------------- |
| 馬暁旭         | 永里優季（7得点） | 中華人民共和国 |

## 2007 FIFA女子ワールドカップ出場国
本大会出場
- 中華人民共和国（優勝、開催国枠）
- オーストラリア（準優勝）
- 北朝鮮（3位）

大陸間プレーオフ出場
- 日本（4位） -  メキシコに勝利して本大会出場権獲得